# Orkan Çınar
Orkan Çınar (Dortmund, 29 januari 1996) is een Turks-Duits profvoetballer die bij voorkeur als aanvaller speelt. Hij tekende in juli 2017 een contract tot medio 2022 bij Beşiktaş, dat circa €450.000,- voor hem betaalde aan Gaziantepspor.

## Clubcarrière
Çınar speelde in de jeugdopleiding van Reinickendorfer Füchse, Tennis Borussia Berlin en VFL Wolfsburg voordat hij in 2014 ging voetballen bij SpVgg Greuther Fürth. Hij maakte zijn debuut in de hoofdmacht op 16 augustus 2014 in de bekerwedstrijd tegen de amateurs van SV Waldkirch. Hij kwam 29 minuten voor tijd het veld in. Een week later maakte hij zijn debuut in de competitie. In de wedstrijd tegen FC Ingolstadt 04 verving hij na 77 minuten Tom Weilandt.
In februari 2015 werd hij voor vijf maanden verhuurd aan Gaziantepspor. Dit werd zijn eerste club buiten Duitsland. Hij debuteerde in de Super Lig in de wedstrijd tegen Kasimpasa. Hij kwam in de tweede helft binnen de lijnen. In augustus 2015 was de club overtuigd genoeg om Çınar definitief te binden. Hij tekende een contract tot medio 2019. Hij groeide in zijn eerste seizoen uit tot een belangrijke waarde van de Turkse club.
Op 23 juli 2017 tekende Çınar een contract tot medio 2022 bij Beşiktaş, dat circa €450.000,- voor hem betaalde aan Gaziantepspor.

## Interlandcarrière
Çınar kwam uit voor verschillende Turkse jeugdelftallen. Hij debuteerde op 5 maart 2014 in Turkije onder 19. In de oefenwedstrijd tegen de leeftijdsgenoten van Engeland kwam hij na 73 minuten het veld in. In oktober 2015 maakte Çınar zijn debuut in Turkije onder 20. Op 12 november 2015 maakte hij voor het eerst zijn opwachting in Jong Turkije.
2 Svensson ·
3 Paulista ·
4 Bulut ·
5 Sanuç ·
6 Hadžiahmetović ·
7 Rashica ·
8 Uçan ·
9 Kılıçsoy ·
10 Arroyo ·
14 Uduokhai ·
15 Oxlade-Chamberlain ·
17 Immobile ·
18 Mário ·
20 Uysal ·
22 Zainutdinov ·
23 Muçi ·
26 Masuaku ·
27 Silva ·
30 Destanoğlu ·
34 Günok ·
53 Topçu ·
77 Ricardo ·
83 Fernandes ·
91 Hekimoğlu ·
94 Baytekin ·
97 Yuvakuran ·
Coach: Solskjær